# 高原角壳蚤
高原角壳蚤（学名：Cornuella annandalei）为盘肠蚤科角壳蚤属的动物。分布于帕米尔高原以及中国大陆的青藏高原等地，属于高原分布种类。其常栖息于在中国分布于青藏高原水草茂密的池沼地带、小型湖泊、池塘、溪流或水洼中。